# Lilith Fair
Lilith Fair war eine Festival-Tournee, die von der Sängerin Sarah McLachlan begründet wurde und auf der ausschließlich Solokünstlerinnen und von Frauen geführte Bands auftraten. Die Tournee fand 1997 bis 1999 sowie 2010 statt. Der Name entstammt der jüdischen Legende um Lilith.

## Hintergrund
Nach einem von männlichen Künstlern dominierten Festivalsommer 1996 entschloss sich Sarah McLachlan, eine Festival-Tournee zu organisieren, an der ausschließlich Künstlerinnen teilnehmen. Ein weiterer Grund war die Weigerung verschiedener Veranstalter, zwei Künstlerinnen für ein Event zu buchen. Der Ansatz von McLachlan war es, ein dreijähriges „Girliepalooza“ (in Anlehnung an das Lollapalooza) zu veranstalten. Damit wollte sie beweisen, dass eine Veranstaltung mit ausschließlich Künstlerinnen sowohl in musikalischer als auch in kommerzieller Hinsicht funktionieren kann. Zwar gab es bereits das Michigan Womyn’s Music Festival, dies war aber einerseits nicht als Tournee organisiert und richtete sich andererseits nicht an ein gemischtes Publikum ohne Ansehen von Alter, Geschlecht und sexueller Orientierung.
Geplant war, dass die Tour an etwa 30 verschiedenen Veranstaltungsorten in den USA stattfinden solle. Dabei sollten während der auf acht Wochen veranschlagten Tour wechselnde Künstlerinnen auftreten. Ihre Idee hatte McLachlan bereits im Sommer 1996 an vier Orten getestet, zwei in Kanada und zwei in den USA, und sie stellte gemeinsam mit ihrem Manager fest, dass dieses Vorhaben funktionieren könnte. An dieser Test-Tournee nahmen neben McLachlan Patti Smith, Emmylou Harris, Lisa Loeb, Paula Cole, Aimee Mann, Suzanne Vega und Michelle McAdorey teil.
Organisatoren der Lilith Fair waren Sarah McLachlan, Marty Diamond (Agent von McLachlan), Terry McBride (Manager von McLachlan) und dessen Geschäftspartner Dan Frazier vom Musikmanagement Nettwerk aus Vancouver. Als Veranstaltungsorte wurden große Arenen ausgesucht, neben einer Hauptbühne gab es eine Nebenbühne für Newcomer. Sponsoren sollten ihre Produkte bewerben und anbieten können. Es gab strikte Regeln in Bezug auf das Sponsoring, es durften keine Unternehmen werben, die von Kinderarbeit oder Tierversuchen profitierten.
Der Name der Tour entstammt einer jüdischen Legende, nach der Lilith Adams erste Ehefrau und damit die erste unabhängige Frau der Menschheitsgeschichte war. Der Name war jedoch nicht als politisches Statement gedacht und McLachlan richtete die Zielgruppe der Veranstaltung nicht ausschließlich auf ein weibliches Publikum aus. Vielmehr wollte sie, dass die Lilith Fair ein Ereignis für die ganze Familie ist.

## Lilith Fair 1997 bis 1999

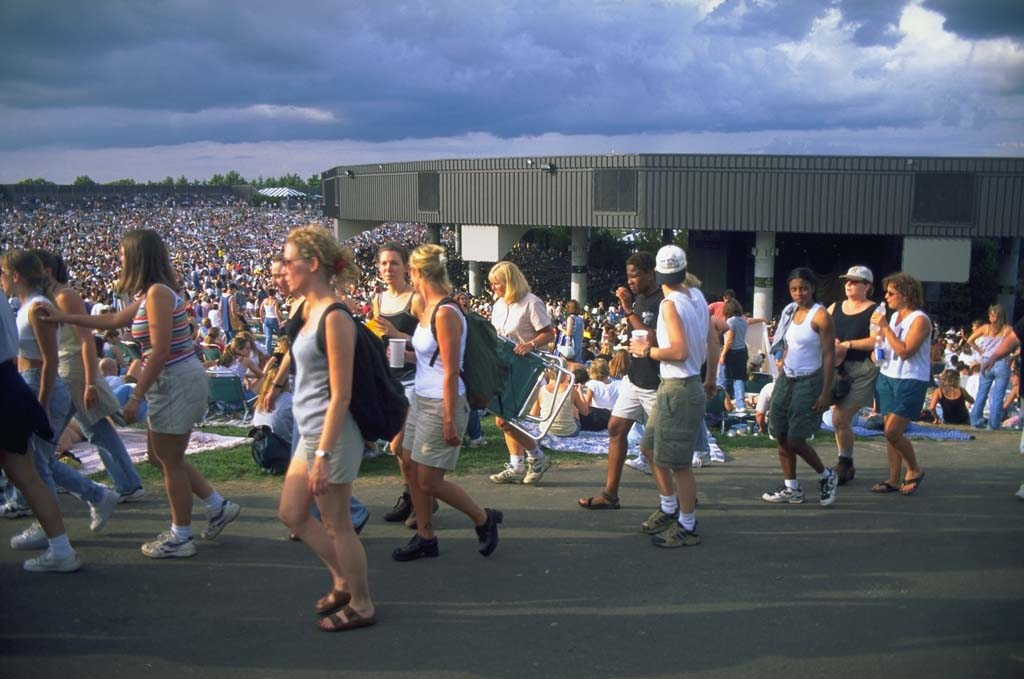
Lilith Fair in Mansfield (1998)

Die erste Show der Lilith Fair fand am 5. Juli 1997 in Seattle statt. Es gab insgesamt drei Bühnen: eine Hauptbühne und zwei Nebenbühnen (Second Stage und Village Stage). Die Tour besuchten pro Jahr rund 500.000 Besucher, es wurden 1997 zirka 13 Mio. USD, 1998 rund 21 Mio. USD und 1999 rund 19 Mio. USD umgesetzt. 1998 fanden die ersten Shows in Europa, Australien und Japan statt, das erste europäische Konzert war in der Londoner Royal Albert Hall am 23. September 1998.
Im April 1999 gaben Sarah McLachlan und Terry McBride neben den teilnehmenden Künstlerinnen 1999 auch bekannt, dass 1999 die letzte Auflage der Lilith Fair sein werde. Es sei von Anfang an geplant gewesen, die Lilith Fair nur für drei Jahre auszurichten, außerdem solle man aufhören, wenn es am Schönsten ist. Die Lilith Fair 1999 begann am 8. Juli 1999 in Vancouver. Im Sommer 1999 gaben McLachlan und die ASCAP bekannt, dass im Rahmen der Lilith Fair 1999 ein Wettbewerb für weibliche Songwriter stattfinden soll. Die Bestplatzierte erhielt ein Preisgeld von 25.000 USD, die Zweitplatzierte 10.000 USD. Obwohl bereits feststand, dass die Lilith Fair 1999 zum letzten Mal stattfindet, war geplant, den Wettbewerb weiterzuführen. Die letzte Lilith Fair fand 1999 an 34 Orten statt mit durchschnittlich 14.165 Besuchern und einem Durchschnittsumsatz je Show von 545.948 USD. Sieben der Veranstaltungsorte waren ausverkauft. In drei Jahren wurden insgesamt 139 Shows produziert und mehr als zwei Millionen Tickets verkauft. Allein in den USA setzte die Lilith Fair 52,9 Millionen USD um und hatte bei 104 Shows insgesamt 1,6 Millionen Besucher.

## Lilith Fair 2010

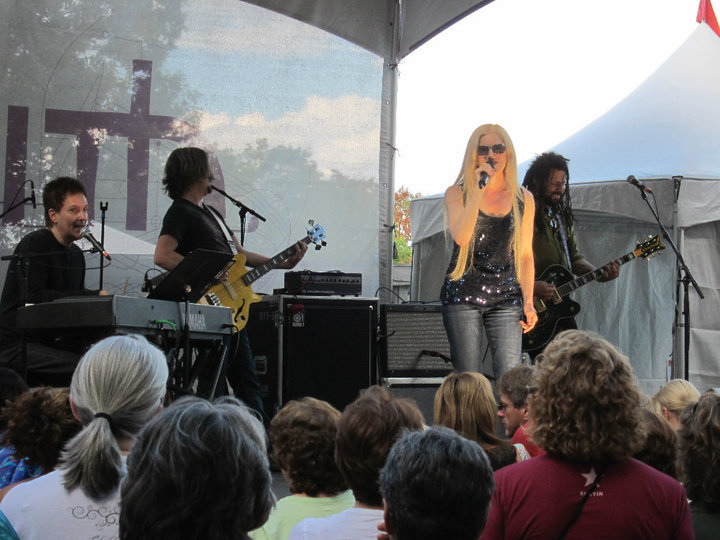
Ann McNamee auf der Lilith Fair, Mansfield (2010)

Ende 2009 kündigte McLachlan eine Neuauflage der Lilith Fair für 2010 an. Es sollte alles so bleiben, wie es 1997 bis 1999 war, insbesondere sollte wieder 1 US-Dollar je Ticket an karitative Zwecke gehen. Geplant waren 35 Shows in Nordamerika sowie 6 bis 8 in Europa. Im Frühjahr 2011 sollte die Lilith Fair für einige Konzerte nach Asien gehen. Die 2010er Neuauflage begann am 27. Juni 2010, die Ticketpreise lagen zwischen 66 und 277 USD. Von den 36 in Nordamerika geplanten Shows wurden wegen mangelnden Zuspruchs 13 abgesagt.

## Karitative Zwecke
In ihrer ersten Ausgabe von 1997 bis 1999 wurden aus den Einnahmen insgesamt rund 10 Millionen USD für wohltätige Zwecke gespendet. Begünstigte der Spendengelder waren Organisationen wie Planned Parenthood, Rape, Abuse & Incest National Network und LIFEbeat.

## Rezeption
Die Lilith Fair fungierte als Brücke zwischen dem Mainstream und der Musik von Künstlerinnen. Sie wird als Beispiel dafür angesehen, wie sich Künstlerinnen ihren Platz im Musikgeschäft erobern und behaupten können. Die Veranstaltung habe gezeigt, dass Frauen in der populären Musikszene angekommen sind. Mitorganisator McBride gab an, dass die Lilith Fair nur funktioniert habe, weil sie sich auf Künstlerinnen stützen konnte, die bereits kommerziell erfolgreich waren. Einerseits war die Tournee anders als bei den vorhergehenden Veranstaltungen ähnlicher Art strikt auf kommerziellen Erfolg ausgerichtet, was sich im Sponsoring durch Unternehmen wie Starbucks oder Bioré zeigte. Andererseits wurden ein nicht unerheblicher Teil der eingenommenen Gelder wohltätigen Zwecken zugeführt. Die Lilith Fair wird als wegweisend für Künstlerinnen angesehen, weil sie in ihren drei Jahren bewies, dass auch sie ein breites Publikum erreichen können. Beobachter bezeichneten die Shows als überaus friedlich, die Besucher fühlten sich wie eine große Community und die Festivals galten im Vergleich zu anderen Veranstaltungen als äußerst sicher.
Auch in kommerzieller Hinsicht war die Lilith Fair ein Erfolg und brachte neben drei Samplern auch ein Buch und einen Film hervor.

### Kontroversen
Im Frühjahr 1999 rief Rock for Life, eine Organisation gegen Abtreibung, zum Boykott der zweiten und dritten Ausgabe des Tournee-Samplers Lilith Fair: A Celebration of Women in Music auf. Zwar seien die Verkaufserlöse für wohltätige Zwecke gedacht, allerdings handele es sich bei dem Spendenempfänger Planned Parenthood um eine Organisation, die „Frauen und Kinder für Zwecke der Geburtenkontrolle und Abtreibung missbrauche“. McLachlan stellte daraufhin klar, dass Planned Parenthood zwar mit einem Stand auf der 1999er Lilith Fair vertreten sein werde, die Verkaufserlöse der beiden Sampler aber an das Rape, Abuse & Incest National Network und an LIFEbeat gingen.
In der vom fundamentalistisch-baptistischen Pastor und Fernsehprediger Jerry Falwell herausgegebenen Zeitschrift National Liberty Journal erschien im Juni 1999 ein Artikel, in dem die Lilith Fair als „Diener eines Heidenkults“ bezeichnet wurde, weil es die Lesbenbewegung und Empfängnisverhütung unterstütze. Lilith habe Adam den Gehorsam verweigert und sei daraufhin aus dem Garten Eden verbannt worden, oft werde sie deshalb als Dämon dargestellt. Den Besuchern der Lilith Fair sei gar nicht bewusst, welche dämonische Legende hinter dem Namen des Konzertes stecke, das sie besuchen. Aufgrund dieser Anschuldigungen äußerte Mitorganisator Terry McBride, dass man mit der Namenswahl „weder die Bibel verunglimpfen noch Kinder verderben“ wollte.

### Kritik
Kritik kam aus zwei unterschiedlichen Richtungen. Die generelle Kritik an der Veranstaltung zielte darauf ab, dass fast ausschließlich weiße Künstlerinnen aus einem kleinen auserwählten Kreis zu den Konzerten auftraten und so das musikalische Spektrum als eher farblos angesehen wurde. Von Beobachtern wurde die Lilith Fair als ein Schritt zurück angesehen, weil die Auswahl der Künstlerinnen angesichts einer Vielzahl junger und innovativer Musikerinnen gleichförmig und angepasst erschien. So wurde die Lilith Fair als eine Art „selbstgeschaffenes musikalisches Ghetto“ bezeichnet. Auch Musikjournalisten bemängelten die fehlende musikalische Vielfalt. Alles sei zu sehr auf McLachlans persönlichen Geschmack als Singer-Songwriter ausgerichtet und fast ausschließlich im Folk, Pop und Country verwurzelt. So vermisste die Toronto Sun eine ernsthafte Rockmusikerin im Line-up des Festivals und die Newsweek beklagte das Fehlen echter R&B- und Soul-Künstlerinnen. Die Künstlerinnen spiegelten zumeist McLachlans Image wider und böten mehr Melodie als Botschaft.
Weitere Kritik wurde an den unterschwelligen politischen Statements geübt, die insbesondere von der Rockmusik-Szene an der Präsentation der Lilith Fair in den Medien und der Auswahl der Künstler festgemacht wurden. McLachlan wurde als „Pseudo-Feministin“ bezeichnet. Auch die Wirkung auf andere, von männlichen Künstlern dominierte Festivals blieb aus, denn dort traten nicht automatisch mehr Künstlerinnen auf. Zwar gab es nach dem Ende der Lilith Fair ähnliche Veranstaltungen wie das Ladyfest, diese fanden jedoch eher im Untergrund statt und folgten dem DIY-Prinzip. Im Mainstream dagegen hinterließ die Lilith Fair eine Lücke.
Die Besucher der Veranstaltungen interessierte die Kritik allerdings wenig; für sie war nicht wichtig, was nach Meinung der Kritiker hätte sein sollen, sondern das, was tatsächlich war.

### Fazit
Die Lilith Fair war sowohl für die beteiligten Künstlerinnen als auch für die Veranstalter ein kommerzieller Erfolg. Aber sowohl Musikkritiker als auch wissenschaftliche Rezipienten stuften die Lilith Fair letztlich als gescheitertes Experiment ein.

## Veröffentlichungen
Sampler
- 1998: Lilith Fair: A Celebration Of Women In Music, Vol. 1 (Arista Records)
- 1998: Lilith Fair: A Celebration Of Women In Music, Vol. 2 (Arista Records)
- 1999: Lilith Fair: A Celebration Of Women In Music, Vol. 3 (Arista Records)

Buch
- Buffy Childerhose: From Lilith to Lilith Fair. St Martin’s Press, 1998.